# Rhododendron taxifolium
Rhododendron taxifolium är en ljungväxtart som beskrevs av Elmer Drew Merrill. Rhododendron taxifolium ingår i släktet rododendron, och familjen ljungväxter. Inga underarter finns listade i Catalogue of Life.

## Bildgalleri

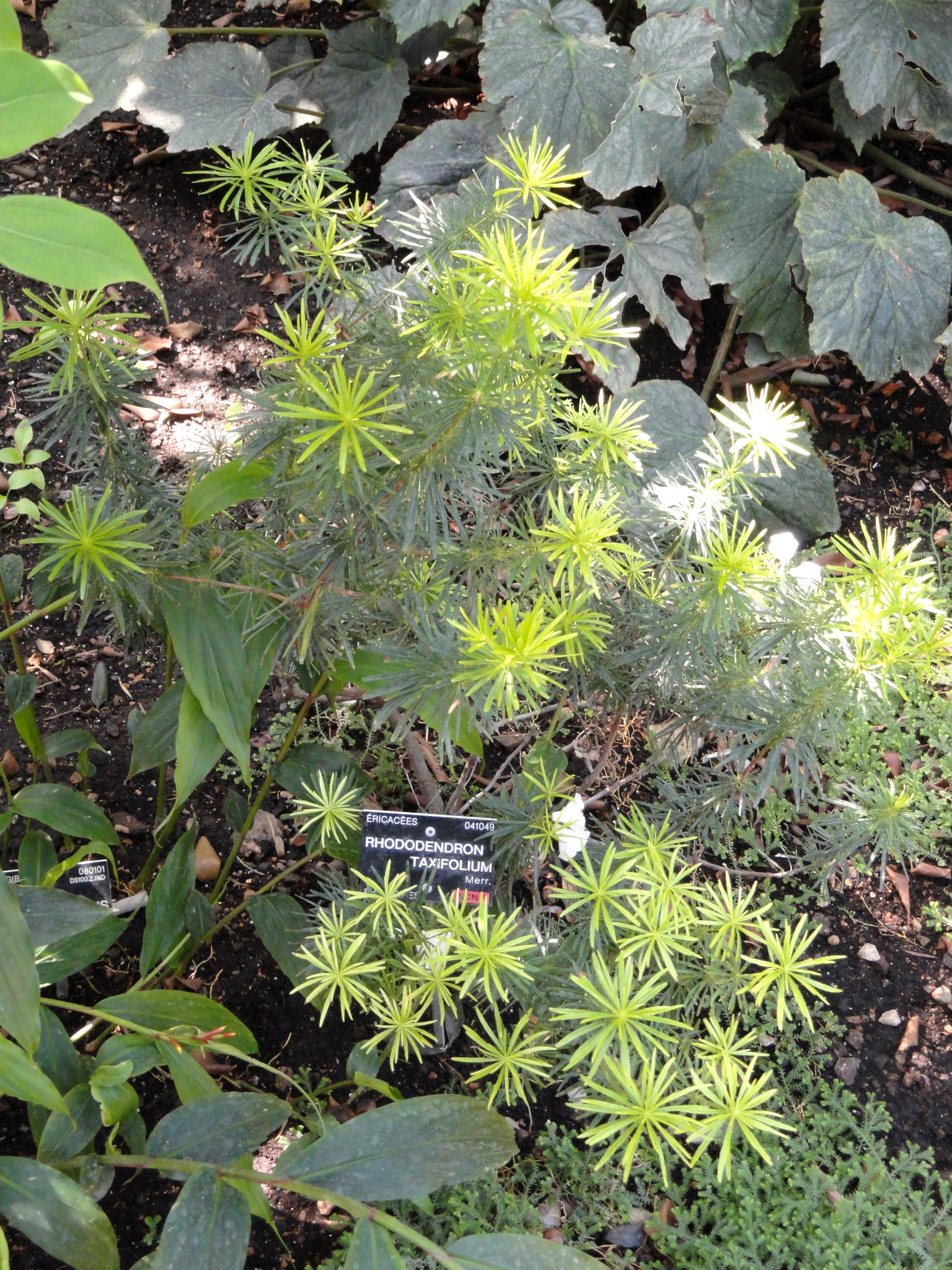